# Готтлібен
Готтлібен (нім. Gottlieben) — громада  в Швейцарії в кантоні Тургау, округ Кройцлінген.

## Географія
Громада розташована на відстані близько 150 км на північний схід від Берна, 22 км на північний схід від Фрауенфельда.
Готтлібен має площу 0,3 км², з яких на 40% дозволяється будівництво (житлове та будівництво доріг), 14,3% використовуються в сільськогосподарських цілях, 17,1% зайнято лісами, 28,6% не є продуктивними (річки, льодовики або гори).

## Демографія
2019 року в громаді мешкало 333 особи (+11% порівняно з 2010 роком), іноземців було 40,8%. Густота населення становила 1041 осіб/км².
За віковим діапазоном населення розподілялося таким чином: 18,6% — особи молодші 20 років, 58,9% — особи у віці 20—64 років, 22,5% — особи у віці 65 років та старші. Було 170 помешкань (у середньому 2 особи в помешканні).
Із загальної кількості 130 працюючих 0 було зайнятих в первинному секторі, 50 — в обробній промисловості, 80 — в галузі послуг.